# Sunshine Anderson
Sunshine Anderson (Winston-Salem, 7 de Julho de 1974) é uma cantora e compositora americana de R&B.

## Biografia
Sunshine Anderson nasceu no dia 07 de junho de 1974 na cidade norte-americana de Winston-Salem (Carolina do Norte), porém mudou-se cedo para Charlotte (Carolina do Norte). Durante sua juventude participou de diversos musicais e shows. Foi descoberta na North Carolina Central por Wallace Sellars, amigo do produtor Mike City, vice-presidente da A&R. Wallace ouviu Sunshine cantando a caminho do refeitório da Universidade, onde Sunshine ganhou seu Bacharelato
em Justiça Criminal. Após se formar mudou-se para Washington D.C. Mais tarde mudou-se para Los Angeles, Lá começou a trabalhar com os produtores Mike City e Macy Gray no qual ajudou na produção de seu primeiro álbum Your Woman.

## Carreira

### 2001-2002:Your Woman
O primeiro álbum de Sunshine Anderson Your Woman, foi lançado nos Estados Unidos em Junho de 2001 e estreou em 8° lugar na lista dos mais vendidos da Revista Billboard. O primeiro single do álbum, "Heard It All Before" alcançou a 18° posição na Billboard Hot 100 e a 3 colocação nas paradas de R&B. Seu segundo single "Lunch or Dinner", não fez tanto sucesso quanto o primeiro, alçando a 54 posição nos gráficos de R&B. No final de 2001 seu álbum foi certificado em ouro.

## Discografia

### Álbuns de estúdio
| Ano  | Álbum                | Vendas e certificações                  |
| ---- | -------------------- | --------------------------------------- |
| 2001 | Your Woman           | - Vendas nos EUA: 750,000+ - RIAA: Ouro |
| 2007 | Sunshine At Midnight | - Vendas nos EUA: 175,000+              |
| 2010 | The Sun Shines Again |                                         |

### Singles
| Ano  | Título                       | Álbum                |
| ---- | ---------------------------- | -------------------- |
| 2001 | ''Heard It All Before"       | Your Woman           |
| 2001 | "Lunch or Dinner"            | Your Woman           |
| 2006 | "Something I Wanna Give You" | Sunshine at Midnight |
| 2007 | "Force Of Nature"            | Sunshine at Midnight |
| 2007 | "Wear The Crown"             | Sunshine at Midnight |
| 2010 | "Lie To Kick It"             | The Sun Shines Again |
| 2011 | "Say Something"              | The Sun Shines Again |